# محمدهادی ربانی
محمدهادی ربانی (زادهٔ ۱۳۳۷ در قم) فرزند آیت‌الله عبدالرحیم ربانی شیرازی از مبارزین قبل از انقلاب و نمایندهٔ حوزهٔ انتخابیهٔ شیراز در دورهٔ هفتم مجلس شورای اسلامی بوده‌است.